# Amerigoniscus centralis
Amerigoniscus centralis är en kräftdjursart som beskrevs av Albert Vandel 1977. Amerigoniscus centralis ingår i släktet Amerigoniscus och familjen Trichoniscidae. Inga underarter finns listade i Catalogue of Life.